# Destinos Europeos de Excelencia

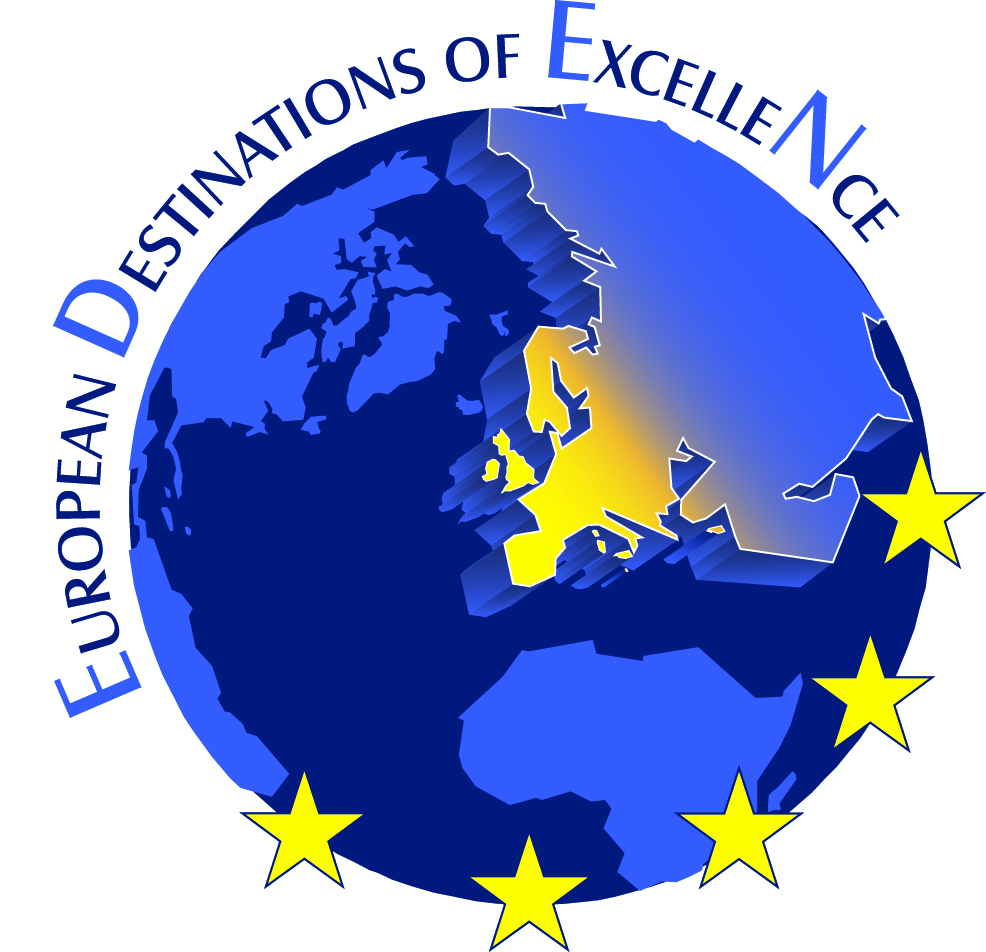
Logo oficial

El programa Destinos Europeos de Excelencia (European Destinations of Excellence, conocido por su acrónimo EDEN, que evoca al Paraíso terrenal) es un proyecto lanzado por la Comisión Europea que fomenta modelos de desarrollo de turismo sostenible en la Unión Europea. El proyecto se basa en concursos nacionales que tienen lugar todos los años desde 2006 y que culminan con la selección de un «destino de excelencia» turístico por cada uno de los países participantes. 
La característica principal de los destinos seleccionados es su compromiso con la sostenibilidad social, cultural y medioambiental. Los ganadores del premio son destinos turísticos europeos emergentes y poco conocidos, ubicados tanto en los 27 Estados miembro como en los países candidatos y los países de la AELC/EEE.

## Los objetivos de EDEN
El turismo es una actividad económica estratégica en la Unión Europea. El turismo tiene un enorme potencial en lo que respecta a contribuir al logro de varios objetivos prioritarios de la UE, como el desarrollo sostenible, el crecimiento económico, el empleo, así como la cohesión económica y social. Para lograr estos objetivos, la Comisión Europea ha puesto en marcha el proyecto EDEN. Sus objetivos, y por lo tanto los objetivos a largo plazo de la UE, podrían resumirse de la siguiente manera:
- Fijar la atención sobre el valor, la diversidad y los rasgos comunes de los destinos turísticos europeos.
- Potenciar la visibilidad de los destinos turísticos emergentes de excelencia europeos, especialmente los menos conocidos.
- Crear una plataforma con el fin de compartir las buenas prácticas en toda Europa.
- Premiar y fomentar formas de turismo sostenible.
- Convertir los lugares menos conocidos de Europa en escenarios durante todo el año y ayudar a descongestionar los destinos turísticos más visitados.
- Promover todos los países y regiones europeos.
- Promover los lazos entre los destinos premiados con el fin de que otros destinos adopten modelos sostenibles de desarrollo turístico.

## Procesos de selección de los destinos EDEN
Cada año, la Comisión Europea publica una convocatoria de propuestas para ofrecer su apoyo a las administraciones públicas nacionales encargadas del turismo en los Estados miembros (por lo general los ministerios nacionales o de otras entidades públicas que tengan la misma tareas) para participar en el proyecto y organizar un procedimiento de selección nacional. Los países candidatos y de la AELC / EEE, se admiten también y se beneficiarán de las mismas actividades de promoción, de la misma manera que lo hacen todos los Estados miembros de la UE.
Cada país participante en el proyecto gestiona su propio proceso de selección durante la primera mitad del año. En primer lugar, organizan una campaña de comunicación para informar a todos los posibles candidatos acerca de la competencia. Los destinos participantes tienen que demostrar que se ha llevado a cabo un turismo económicamente viable basado en el tema EDEN de cada año. 
Los destinos ganadores son aquellos que mejor reflejen el tema elegido en el año y que ofrezcan una experiencia turística singular, de acuerdo con unas pautas de sostenibilidad. A mediados del año, se seleccionará un destino ganador por país sobre la base de un conjunto de criterios de adjudicación establecidos a nivel tanto europeo como a nivel nacional. Los nombres de los ganadores se comunicarán a la Comisión Europea, que es la encargada de organizar una ceremonia de Premio Europeo.

## Las ediciones de EDEN
Cada edición de EDEN se desarrolla alrededor de un tema anual, elegido por la Comisión junto con las oficinas de turismo nacional competentes. Cada uno de los temas elegidos sirve para destacar los diferentes aspectos de los activos de las regiones europeas y está relacionado con el desarrollo sostenible de una manera u otra, ya sea de carácter cultural, participación económica, local o punto de vista medioambiental. Los temas de EDEN proporcionan una oportunidad para demostrar la riqueza de la diversidad de Europa puede ofrecer, incluyendo sus recursos naturales, patrimonio histórico, fiestas tradicionales, gastronomía local, etc.
Los temas elegidos han sido los siguientes:
- 2007: Mejores destinos rurales emergentes europeos de excelencia
- 2008: Turismo y patrimonio intangible local
- 2009: Turismo y áreas protegidas
- 2010: Turismo acuático
- 2011: Turismo y regeneración de sitios físicos
- 2013: Turismo accesible
- 2015: Turismo y gastronomía local
- 2017: Turismo cultural
- 2019: Turismo de salud y bienestar

## Destinos ganadores EDEN
| Edición y tema                                                   | Nombre                                                               | Estado          |
| ---------------------------------------------------------------- | -------------------------------------------------------------------- | --------------- |
| 2007: Mejores destinos rurales emergentes europeos de excelencia | Pielachtal                                                           | Austria         |
| 2007: Mejores destinos rurales emergentes europeos de excelencia | Durbuy                                                               | Bélgica         |
| 2007: Mejores destinos rurales emergentes europeos de excelencia | Sveti Martin na Muri                                                 | Croacia         |
| 2007: Mejores destinos rurales emergentes europeos de excelencia | Troodos                                                              | Chipre          |
| 2007: Mejores destinos rurales emergentes europeos de excelencia | Flórina                                                              | Grecia          |
| 2007: Mejores destinos rurales emergentes europeos de excelencia | Örség                                                                | Hungría         |
| 2007: Mejores destinos rurales emergentes europeos de excelencia | Distrito de Clonakilty                                               | Irlanda         |
| 2007: Mejores destinos rurales emergentes europeos de excelencia | Specchia                                                             | Italia          |
| 2007: Mejores destinos rurales emergentes europeos de excelencia | Kuldiga                                                              | Letonia         |
| 2007: Mejores destinos rurales emergentes europeos de excelencia | Nadur                                                                | Malta           |
| 2007: Mejores destinos rurales emergentes europeos de excelencia | Tierras de Buzău                                                     | Rumania         |
| 2008: Turismo y patrimonio intangible local                      | Steirisches Vulkanland                                               | Austria         |
| 2008: Turismo y patrimonio intangible local                      | Ath                                                                  | Bélgica         |
| 2008: Turismo y patrimonio intangible local                      | Belogradchik                                                         | Bulgaria        |
| 2008: Turismo y patrimonio intangible local                      | Đurđevac                                                             | Croacia         |
| 2008: Turismo y patrimonio intangible local                      | Agros                                                                | Chipre          |
| 2008: Turismo y patrimonio intangible local                      | Viljandi                                                             | Estonia         |
| 2008: Turismo y patrimonio intangible local                      | Ruta de los vinos del Jura                                           | Francia         |
| 2008: Turismo y patrimonio intangible local                      | Grevena                                                              | Grecia          |
| 2008: Turismo y patrimonio intangible local                      | Hortobágy                                                            | Hungría         |
| 2008: Turismo y patrimonio intangible local                      | Carlingford y la península Cooley                                    | Irlanda         |
| 2008: Turismo y patrimonio intangible local                      | Corinaldo                                                            | Italia          |
| 2008: Turismo y patrimonio intangible local                      | Rēzekne                                                              | Letonia         |
| 2008: Turismo y patrimonio intangible local                      | Plateliai                                                            | Lituania        |
| 2008: Turismo y patrimonio intangible local                      | Echternach                                                           | Luxemburgo      |
| 2008: Turismo y patrimonio intangible local                      | Kercem                                                               | Malta           |
| 2008: Turismo y patrimonio intangible local                      | Depresión de Horezu                                                  | Rumania         |
| 2008: Turismo y patrimonio intangible local                      | Knjazevac                                                            | Serbia          |
| 2008: Turismo y patrimonio intangible local                      | Valle del Soča                                                       | Eslovenia       |
| 2008: Turismo y patrimonio intangible local                      | Sierra de las Nieves                                                 | España          |
| 2008: Turismo y patrimonio intangible local                      | Edirne                                                               | Turquía         |
| 2009: Turismo y áreas protegidas                                 | Parque de la Biosfera Grosses Walsertal                              | Austria         |
| 2009: Turismo y áreas protegidas                                 | Viroinval / Parque natural Viroin-Hermeton                           | Bélgica         |
| 2009: Turismo y áreas protegidas                                 | Belitsa (región de Blagoevgrad)                                      | Bulgaria        |
| 2009: Turismo y áreas protegidas                                 | Parque nacional Sjeverni Velebit                                     | Croacia         |
| 2009: Turismo y áreas protegidas                                 | Vouni Panagias                                                       | Chipre          |
| 2009: Turismo y áreas protegidas                                 | Solčavsko                                                            | Eslovenia       |
| 2009: Turismo y áreas protegidas                                 | Delta del Ebro                                                       | España          |
| 2009: Turismo y áreas protegidas                                 | Parque nacional de Soomaa                                            | Estonia         |
| 2009: Turismo y áreas protegidas                                 | Taiga salvaje (Kuhmo-Suomussalmi)                                    | Finlandia       |
| 2009: Turismo y áreas protegidas                                 | Parque natural regional de los Vosgos del Norte                      | Francia         |
| 2009: Turismo y áreas protegidas                                 | Bosque petrificado de Lesbos                                         | Grecia          |
| 2009: Turismo y áreas protegidas                                 | Parque natural de Írottkő                                            | Hungría         |
| 2009: Turismo y áreas protegidas                                 | Península de Sheep’s Head                                            | Irlanda         |
| 2009: Turismo y áreas protegidas                                 | Área marina protegida Península del Sinis - Isla Mal di Ventre       | Italia          |
| 2009: Turismo y áreas protegidas                                 | Parque natural Tervete                                               | Letonia         |
| 2009: Turismo y áreas protegidas                                 | Parque regional del delta del Nemunas                                | Lituania        |
| 2009: Turismo y áreas protegidas                                 | Área de recreo y reserva natural "Haff Réimech" (Comuna de Schengen) | Luxemburgo      |
| 2009: Turismo y áreas protegidas                                 | Mellieħa y la aldea de Manikata                                      | Malta           |
| 2009: Turismo y áreas protegidas                                 | Parque Gravenrode                                                    | Países Bajos    |
| 2009: Turismo y áreas protegidas                                 | República de los pájaros, en la Boca del Warta                       | Polonia         |
| 2009: Turismo y áreas protegidas                                 | Suiza bohemia                                                        | República Checa |
| 2009: Turismo y áreas protegidas                                 | Parque natural Apuseni                                               | Rumania         |
| 2009: Turismo y áreas protegidas                                 | Reserva de vida salvaje de Kars – Lago Kuyucuk                       | Turquía         |
| 2010: Turismo acuático                                           | Seelentium                                                           | Austria         |
| 2010: Turismo acuático                                           | Lagos de Eau d'Heure                                                 | Bélgica         |
| 2010: Turismo acuático                                           | Provincia de Silistra                                                | Bulgaria        |
| 2010: Turismo acuático                                           | Nin                                                                  | Croacia         |
| 2010: Turismo acuático                                           | Kato Pyrgos                                                          | Chipre          |
| 2010: Turismo acuático                                           | Río Kolpa                                                            | Eslovenia       |
| 2010: Turismo acuático                                           | La Guardia                                                           | España          |
| 2010: Turismo acuático                                           | Lago Võrtsjärv                                                       | Estonia         |
| 2010: Turismo acuático                                           | Saimaa Holiday                                                       | Finlandia       |
| 2010: Turismo acuático                                           | Marais Poitevin                                                      | Francia         |
| 2010: Turismo acuático                                           | Distrito fluvial de Pomerania Occidental                             | Alemania        |
| 2010: Turismo acuático                                           | Prefectura de Serres                                                 | Grecia          |
| 2010: Turismo acuático                                           | Lago Tisza                                                           | Hungría         |
| 2010: Turismo acuático                                           | Región de los Fiordos Occidentales                                   | Islandia        |
| 2010: Turismo acuático                                           | Cabo de Loop (Condado de Clare–Kilkee)                               | Irlanda         |
| 2010: Turismo acuático                                           | Municipio de Monte Isola                                             | Italia          |
| 2010: Turismo acuático                                           | Resort marino de Jūrmala                                             | Letonia         |
| 2010: Turismo acuático                                           | Región de Zarasai                                                    | Lituania        |
| 2010: Turismo acuático                                           | Parque natural del Sûre Superior                                     | Luxemburgo      |
| 2010: Turismo acuático                                           | Isla (Senglea)                                                       | Malta           |
| 2010: Turismo acuático                                           | WaterReijk Weerribben Wieden – Giethoorn y los humedales             | Países Bajos    |
| 2010: Turismo acuático                                           | Valle de Biebrza y los humedales                                     | Polonia         |
| 2010: Turismo acuático                                           | Bystřicko                                                            | República Checa |
| 2010: Turismo acuático                                           | Geoagiu Băi                                                          | Rumania         |
| 2010: Turismo acuático                                           | Bitlis – Lago-caldera Nemrut                                         | Turquía         |
| 2011: Turismo y regeneración de sitios reconvertidos             | Gmünd (Baja Austria)                                                 | Austria         |
| 2011: Turismo y regeneración de sitios reconvertidos             | Marche-en-Famenne                                                    | Bélgica         |
| 2011: Turismo y regeneración de sitios reconvertidos             | Pustara Višnjica                                                     | Croacia         |
| 2011: Turismo y regeneración de sitios reconvertidos             | Kalopanayiotis                                                       | Chipre          |
| 2011: Turismo y regeneración de sitios reconvertidos             | Idrija                                                               | Eslovenia       |
| 2011: Turismo y regeneración de sitios reconvertidos             | Trasmiera                                                            | España          |
| 2011: Turismo y regeneración de sitios reconvertidos             | Parque nacional de Lahemaa                                           | Estonia         |
| 2011: Turismo y regeneración de sitios reconvertidos             | Roubaix                                                              | Francia         |
| 2011: Turismo y regeneración de sitios reconvertidos             | Delfos                                                               | Grecia          |
| 2011: Turismo y regeneración de sitios reconvertidos             | Mecsek                                                               | Hungría         |
| 2011: Turismo y regeneración de sitios reconvertidos             | Stykkishólmur                                                        | Islandia        |
| 2011: Turismo y regeneración de sitios reconvertidos             | Great Western Greenway                                               | Irlanda         |
| 2011: Turismo y regeneración de sitios reconvertidos             | Montevecchio                                                         | Italia          |
| 2011: Turismo y regeneración de sitios reconvertidos             | Līgatne                                                              | Letonia         |
| 2011: Turismo y regeneración de sitios reconvertidos             | Rokiškis                                                             | Lituania        |
| 2011: Turismo y regeneración de sitios reconvertidos             | L-Għarb                                                              | Malta           |
| 2011: Turismo y regeneración de sitios reconvertidos             | Veenhuizen                                                           | Países Bajos    |
| 2011: Turismo y regeneración de sitios reconvertidos             | Żyrardów                                                             | Polonia         |
| 2011: Turismo y regeneración de sitios reconvertidos             | Faial                                                                | Portugal        |
| 2011: Turismo y regeneración de sitios reconvertidos             | Slovácko                                                             | República Checa |
| 2011: Turismo y regeneración de sitios reconvertidos             | Alba Iulia                                                           | Rumania         |
| 2011: Turismo y regeneración de sitios reconvertidos             | Hamamönü-Altındağ                                                    | Turquía         |
| 2013: Turismo accesible                                          | Kauner                                                               | Alemania        |
| 2013: Turismo accesible                                          | Ottignies-Louvain-la-Neuve                                           | Bélgica         |
| 2013: Turismo accesible                                          | Stancija 1904 - Svetvincenat                                         | Croacia         |
| 2013: Turismo accesible                                          | Chrysochous                                                          | Chipre          |
| 2013: Turismo accesible                                          | Laško                                                                | Eslovenia       |
| 2013: Turismo accesible                                          | Parque natural de la Sierra y los Cañones de Guara                   | España          |
| 2013: Turismo accesible                                          | Haapsalu                                                             | Estonia         |
| 2013: Turismo accesible                                          | Parque natural regional del Morvan                                   | Francia         |
| 2013: Turismo accesible                                          | Maratón                                                              | Grecia          |
| 2013: Turismo accesible                                          | Kaposvár                                                             | Hungría         |
| 2013: Turismo accesible                                          | Cavan (Irlanda)                                                      | Irlanda         |
| 2013: Turismo accesible                                          | Pistoia                                                              | Italia          |
| 2013: Turismo accesible                                          | Liepaja                                                              | Letonia         |
| 2013: Turismo accesible                                          | Telšiai                                                              | Lituania        |
| 2013: Turismo accesible                                          | Horsterwold                                                          | Países Bajos    |
| 2013: Turismo accesible                                          | Przemyśl                                                             | Polonia         |
| 2013: Turismo accesible                                          | Lipno (distrito de Louny)                                            | República Checa |
| 2013: Turismo accesible                                          | Jurilovca                                                            | Rumania         |
| 2013: Turismo accesible                                          | Taraklı                                                              | Turquía         |
| 2015: Turismo y gastronomía local                                | Turismo en Mostviertel                                               | Austria         |
| 2015: Turismo y gastronomía local                                | Waimes                                                               | Bélgica         |
| 2015: Turismo y gastronomía local                                | Gornje Medimurje                                                     | Croacia         |
| 2015: Turismo y gastronomía local                                | Región de Pitsilia                                                   | Chipre          |
| 2015: Turismo y gastronomía local                                | Brda                                                                 | Eslovenia       |
| 2015: Turismo y gastronomía local                                | Goierri (País Vasco)                                                 | España          |
| 2015: Turismo y gastronomía local                                | Hiiumaa                                                              | Estonia         |
| 2015: Turismo y gastronomía local                                | Tournus y el Tournougeois                                            | Francia         |
| 2015: Turismo y gastronomía local                                | Vía verde de Mecsek                                                  | Hungría         |
| 2015: Turismo y gastronomía local                                | Skagafjörður Food Chest                                              | Islandia        |
| 2015: Turismo y gastronomía local                                | The Burren Food Trail                                                | Irlanda         |
| 2015: Turismo y gastronomía local                                | Guardiagrele                                                         | Italia          |
| 2015: Turismo y gastronomía local                                | Región de Latgale                                                    | Letonia         |
| 2015: Turismo y gastronomía local                                | Pastel de espetón en Jaskonys, municipalidad de Druskininkai         | Lituania        |
| 2015: Turismo y gastronomía local                                | Xaghra                                                               | Malta           |
| 2015: Turismo y gastronomía local                                | Ruta Culinaria «Sabores de Silesia»                                  | Polonia         |
| 2015: Turismo y gastronomía local                                | Jeseniky                                                             | República Checa |
| 2015: Turismo y gastronomía local                                | Marginimea Sibiului                                                  | Rumania         |
| 2015: Turismo y gastronomía local                                | Pirot                                                                | Serbia          |
| 2015: Turismo y gastronomía local                                | Gaziantep                                                            | Turquía         |
| 2017: Turismo cultural                                           | La Louvière                                                          | Bélgica         |
| 2017: Turismo cultural                                           | Municipio de Yambol                                                  | Bulgaria        |
| 2017: Turismo cultural                                           | Vukovar-Vučedol-Ilok                                                 | Croacia         |
| 2017: Turismo cultural                                           | Orini Larnakas                                                       | Chipre          |
| 2017: Turismo cultural                                           | Koper                                                                | Eslovenia       |
| 2017: Turismo cultural                                           | Tierra ignaciana                                                     | España          |
| 2017: Turismo cultural                                           | Pueblo de Fiskars                                                    | Finlandia       |
| 2017: Turismo cultural                                           | Centro histórico minero de Lewarde                                   | Francia         |
| 2017: Turismo cultural                                           | Patras                                                               | Grecia          |
| 2017: Turismo cultural                                           | Ruta de los castillos medievales en la región del Tisza superior     | Hungría         |
| 2017: Turismo cultural                                           | Isla Scattery/Kilrush (Clare)                                        | Irlanda         |
| 2017: Turismo cultural                                           | Municipio de Cēsis                                                   | Letonia         |
| 2017: Turismo cultural                                           | Señorío de Pakruojis                                                 | Lituania        |
| 2017: Turismo cultural                                           | Qrendi                                                               | Malta           |
| 2017: Turismo cultural                                           | Corriente multicultural del río Bug                                  | Polonia         |
| 2017: Turismo cultural                                           | Montes del Águila y laderas - Châteaux sobre el río Orlice           | República Checa |
| 2017: Turismo cultural                                           | Ciudad de Suceava                                                    | Rumania         |
| 2017: Turismo cultural                                           | Novi Pazar                                                           | Serbia          |
| 2019: Turismo de salud y bienestar                               | Kostenets                                                            | Bulgaria        |
| 2019: Turismo de salud y bienestar                               | Sveti Martin na Muri                                                 | Croacia         |
| 2019: Turismo de salud y bienestar                               | Miliou                                                               | Chipre          |
| 2019: Turismo de salud y bienestar                               | Podčetrtek                                                           | Eslovenia       |
| 2019: Turismo de salud y bienestar                               | Valle del Ambroz                                                     | España          |
| 2019: Turismo de salud y bienestar                               | Pärnu                                                                | Estonia         |
| 2019: Turismo de salud y bienestar                               | Tierra de los lagos occidentales                                     | Finlandia       |
| 2019: Turismo de salud y bienestar                               | Strandhill                                                           | Irlanda         |
| 2019: Turismo de salud y bienestar                               | Valdichiana Senese                                                   | Italia          |
| 2019: Turismo de salud y bienestar                               | Veclaicene                                                           | Letonia         |
| 2019: Turismo de salud y bienestar                               | Paliesius                                                            | Lituania        |
| 2019: Turismo de salud y bienestar                               | Żejtun                                                               | Malta           |
| 2019: Turismo de salud y bienestar                               | Gołdap                                                               | Polonia         |
| 2019: Turismo de salud y bienestar                               | Tăuții Măgherăuș                                                     | Rumania         |
| 2019: Turismo de salud y bienestar                               | Kursumlija                                                           | Serbia          |
| 2019: Turismo de salud y bienestar                               | Zlínsko y Luhačovicko                                                | República Checa |
| 2019: Turismo de salud y bienestar                               | Balıkesir                                                            | Turquía         |